# 维斯塔里诺
维斯塔里诺（義大利語：Vistarino），是意大利帕维亚省的一个市镇。总面积9平方公里，人口1583人，人口密度每平方公里175.9人（2009年）。国家统计（ISTAT）代码为018181。